# Philereme variegata
Philereme variegata là một loài bướm đêm trong họ Geometridae.